# Туре, Жозе
Жозе́ Туре́ (фр. José Touré; род. 24 апреля 1961, Нанси, Франция) — французский футболист малийского происхождения, Олимпийский чемпион—1984. Выступал на позициях атакующего полузащитника, вингера и нападающего.

## Карьера

### Клубная
Жозе Туре начинал карьеру футболиста в клубе «Нант». Он выступал за команду с 1979 по 1986 год и за это время дважды выигрывал чемпионат Франции. В сезоне 1982/83 Туре в составе «Нанта» играл в финале кубка страны, забил гол, но «канарейки» проиграли матч со счётом 2:3 и упустили шанс сделать золотой дубль. Обладателем кубка стал «Пари Сен-Жермен».
В 1986—1988 годах Жозе Туре был игроком «Бордо». В составе этой команды в сезоне 1986/87 футболист в третий раз в своей карьере стал чемпионом страны и выиграл кубок Франции.
С 1988 года Туре играл за «Монако». В составе «монегасков» он играл на протяжении 2 лет. В сезоне 1988/89 Жозе Туре помог своей команде дойти до финала национального кубка. Футболист завершил карьеру летом 1990 года.

### В сборной
Жозе Туре дебютировал в сборной Франции 23 апреля 1983 года. В товарищеском матче со сборной Югославии игрок вышел в стартовом составе, забил гол и на 79-й минуте встречи уступил место на поле Бернару Женгини.
В составе олимпийской сборной Франции Туре принимал участие в Олимпиаде—84. Он провёл в рамках турнира 4 матча и стал олимпийским чемпионом.
Жозе Туре выступал за сборную Франции до 1989 года. В составе «трёхцветных» футболист принимал участие в отборочных матчах к чемпионату мира—86 и чемпионату Европы—88. В последний раз Туре играл за сборную 7 февраля 1989 года в товарищеском матче с Ирландией
.

## Статистика
| Матчи и голы Туре за сборную Франции | Матчи и голы Туре за сборную Франции | Матчи и голы Туре за сборную Франции | Матчи и голы Туре за сборную Франции | Матчи и голы Туре за сборную Франции | Матчи и голы Туре за сборную Франции | Матчи и голы Туре за сборную Франции |
| №                                    | Дата                                 | Оппонент                             | Счёт                                 | Голы Туре                            | Соревнование                         |                                      |
| ------------------------------------ | ------------------------------------ | ------------------------------------ | ------------------------------------ | ------------------------------------ | ------------------------------------ | ------------------------------------ |
| 1                                    | 23 апреля 1983                       | Югославия                            | 4:0                                  | 1                                    | Товарищеский матч                    |                                      |
| 2                                    | 31 мая 1983                          | Бельгия                              | 1:1                                  | 0                                    | Товарищеский матч                    |                                      |
| 3                                    | 29 февраля 1984                      | Англия                               | 2:0                                  | 0                                    | Товарищеский матч                    |                                      |
| 4                                    | 21 ноября 1984                       | Болгария                             | 1:0                                  | 0                                    | Отборочный матч ЧМ—1986              |                                      |
| 5                                    | 3 апреля 1985                        | Югославия                            | 0:0                                  | 0                                    | Отборочный матч ЧМ—1986              |                                      |
| 6                                    | 2 мая 1985                           | Болгария                             | 0:2                                  | 0                                    | Отборочный матч ЧМ—1986              |                                      |
| 7                                    | 21 августа 1985                      | Уругвай                              | 2:0                                  | 1                                    | Товарищеский матч                    |                                      |
| 8                                    | 11 сентября 1985                     | ГДР                                  | 0:2                                  | 0                                    | Отборочный матч ЧМ—1986              |                                      |
| 9                                    | 30 октября 1985                      | Люксембург                           | 6:0                                  | 1                                    | Отборочный матч ЧМ—1986              |                                      |
| 10                                   | 16 ноября 1985                       | Югославия                            | 2:0                                  | 0                                    | Отборочный матч ЧМ—1986              |                                      |
| 11                                   | 29 апреля 1987                       | Исландия                             | 2:0                                  | 0                                    | Отборочный матч ЧЕ—1988              |                                      |
| 12                                   | 12 августа 1987                      | ФРГ                                  | 1:2                                  | 0                                    | Товарищеский матч                    |                                      |
| 13                                   | 9 сентября 1987                      | СССР                                 | 1:1                                  | 1                                    | Отборочный матч ЧЕ—1988              |                                      |
| 14                                   | 14 октября 1987                      | Норвегия                             | 1:1                                  | 0                                    | Отборочный матч ЧЕ—1988              |                                      |
| 15                                   | 27 января 1988                       | Израиль                              | 1:1                                  | 0                                    | Товарищеский матч                    |                                      |
| 16                                   | 7 февраля 1989                       | Ирландия                             | 0:0                                  | 0                                    | Товарищеский матч                    |                                      |

Итого: 16 матчей, 4 гола; 7 побед, 6 ничьих, 3 поражения.

## Достижения
Франция (олимп.)
- Олимпийский чемпион: 1984

Нант
- Чемпион Франции (2): 1979/80, 1982/83
- Вице-чемпион Франции (3): 1980/81, 1984/85, 1985/86
- Финалист Кубка Франции: 1982/83

Бордо
- Чемпион Франции: 1986/87
- Вице-чемпион Франции: 1987/88
- Обладатель Кубка Франции: 1986/87

Монако
- Финалист Кубка Франции: 1988/89